# Susan Calvin
Susan Calvin è un personaggio creato dallo scrittore di fantascienza Isaac Asimov.

## Storia del personaggio
Nata nel 1982, poco dopo l'ultima guerra mondiale, e deceduta nel 2064, si è laureata nel 2003 alla Columbia university in robotica, e ha conseguito il dottorato di ricerca nel 2008, stesso anno in cui ha cominciato a lavorare come robo-psicologa per la US Robots and Mechanical Men, Inc., il principale produttore di robot della Terra nel XXI secolo (nel 2010 ha finito il corso di perfezionamento).
Asimov descrive la dottoressa Calvin come una donna estremamente tenace, gelida, completamente assorbita dal proprio lavoro e dall'emotività più simile a quella dei suoi oggetti di studio, i robot, che a quella di un normale essere umano. Asimov ne fa un personaggio di grande intelligenza e sangue freddo (Il piccolo robot perduto ne è un esempio calzante) capace di sciogliere situazioni difficili create spesso dall'umana imperizia o negligenza.
Sebbene inizialmente attratta dal suo collega più giovane Milton Ashe (nel racconto Bugiardo! – Liar!, 1941), Susan Calvin non fa mistero di amare più i robot degli esseri umani, perché i primi sono incapaci di mentire. In La prova (Evidence, 1946) quando le viene chiesto se i robot sono così diversi dagli esseri umani, lei risponde che "[sono] diversissimi. I robot sono fondamentalmente onesti". Inoltre, nel racconto Lenny (1958), Susan soddisfa il suo istinto materno prendendosi cura di un robot che, causa una disattenzione, ha un cervello paragonabile a quello di un bambino di 5 anni. Nella seconda parte della sua vita, poi, prova grande affetto (se non forse amore) verso Stephen Byerley, un avvocato umano che, nel summenzionato racconto La prova, verrà incolpato da un suo rivale politico, il signor Francis Quinn, di essere un robot nelle elezioni per diventare governatore della Terra con capitale New York.
I racconti di Asimov non gettano tuttavia molta luce sull'origine della misantropia di Susan Calvin.

## Interpretazioni
Il personaggio è stato interpretato da Wendy Gifford e Beatrix Lehmann nei due adattamenti dei racconti Liar! e The Prophet prodotti dalla televisione inglese e da Margaret Robertson nell'adattamento radiofonico di Satisfaction guaranteed prodotto da BBC-Radio 4.
Nella versione cinematografica di Io, Robot è stata interpretata da Bridget Moynahan, non senza qualche critica da parte dei fan di Asimov per la poca fedeltà al carattere del personaggio originale.
Susan Calvin viene menzionata anche nel romanzo 3001: Odissea finale di Arthur C. Clarke, insieme ad Ada Lovelace e Grace Hopper.

## Apparizioni
La storia di Susan Calvin è presentata nei racconti sotto questo ordine cronologico:
- Robbie (Robbie, 1940) — Io, robot (Aggiunta solo in seguito)
- Bugiardo! (Liar!, 1941) — Io, robot
- Soddisfazione garantita (Satisfaction Guaranteed, 1951) — Il secondo libro dei robot
- Lenny (Lenny, 1957) — Il secondo libro dei robot
- Il correttore di bozze (Galley Slave, 1957) — Il secondo libro dei robot
- Il robot scomparso (Little Lost Robot, 1947) — Io, robot
- Rischio (Risk, 1955) — Il secondo libro dei robot
- Meccanismo di fuga (Escape!, 1945) — Io, robot
- La prova (Evidence, 1946) — Io, robot
- Conflitto evitabile (The Evitable Conflict, 1950) — Io, robot
- Sogni di robot (Robot Dreams, 1986) — Sogni di robot
- Intuito femminile (Feminine Intuition, 1969) — Il secondo libro dei robot

Susan è citata anche nel racconto del 1974 Che tu te ne prenda cura (...That Thou Art Mindful Him) e ne L'uomo bicentenario (The Bicentennial Man) come "la più grande robotista della storia" o comunque come una specie di santo protettore dei robot. La sua leggenda inoltre sopravvive addirittura presso gli spaziali che la considerano, appunto, una leggenda fra i roboticisti della loro "epoca medievale".